# 国民体育大会高等学校野球競技 (北海道勢)
国民スポーツ大会高等学校野球競技における北海道勢の成績について記す。